# Delassor gorgonae
Delassor gorgonae är en insektsart som först beskrevs av Victor Lallemand 1928.  Delassor gorgonae ingår i släktet Delassor och familjen spottstritar. Inga underarter finns listade i Catalogue of Life.